# リップマン式天然色写真

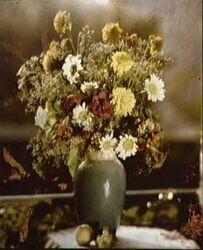
リップマンによる写真の複製

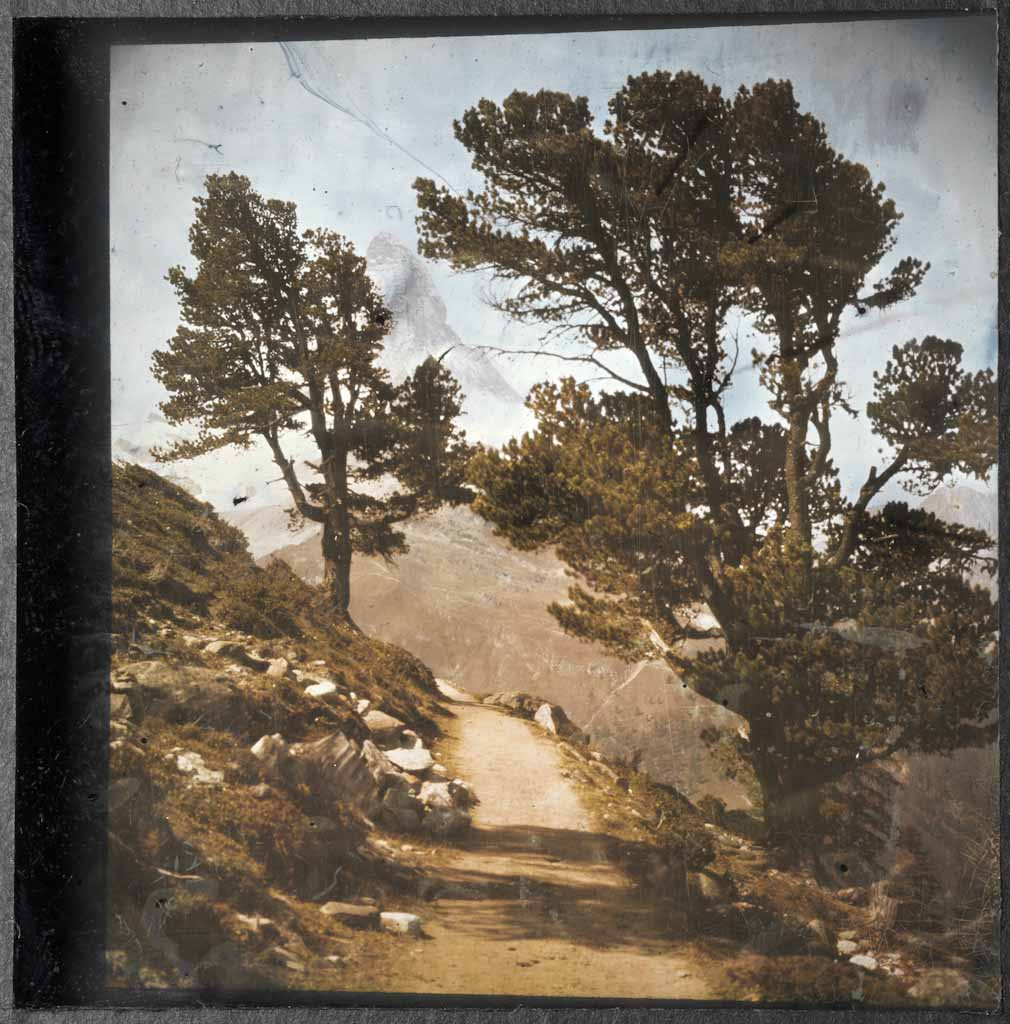
リップマンによるマッターホルンの写真

リップマン式天然色写真（リップマンしきてんねんしょくしゃしん、仏: photographie interférentielle）は、初期のカラー写真であり、光の干渉現象を利用した写真である。1891年にフランスの科学者ガブリエル・リップマンによって発明された。リップマンは1908年に「干渉現象に基づいて色を写真で再現する方法」でノーベル物理学賞を受賞した。
まず感光板に画像を焦点を合わせ、露光中に干渉を起こすためにエマルジョンを鏡 (当初は液体水銀) に接触させ、プレートを化学的に現像し、プレートを反転させてガラスを黒く塗り、最後にプリズムをエマルジョン表面に取り付けるという手順で行われる。次に、プレートを光で照らして画像を表示する。
この方法で作成された画像は、リップマンプレート上に作成される。リップマンプレートは、透明なガラスプレート（ハレーション防止の裏地なし）に、直径が通常0.01～0.04マイクロメートルの非常に微細な粒子のほぼ透明な（ハロゲン化銀含有量が非常に少ない）乳剤を塗布したものである。その結果、リップマンプレートは400ライン/mmを超える非常に高い解像度を持つ。

## 手法

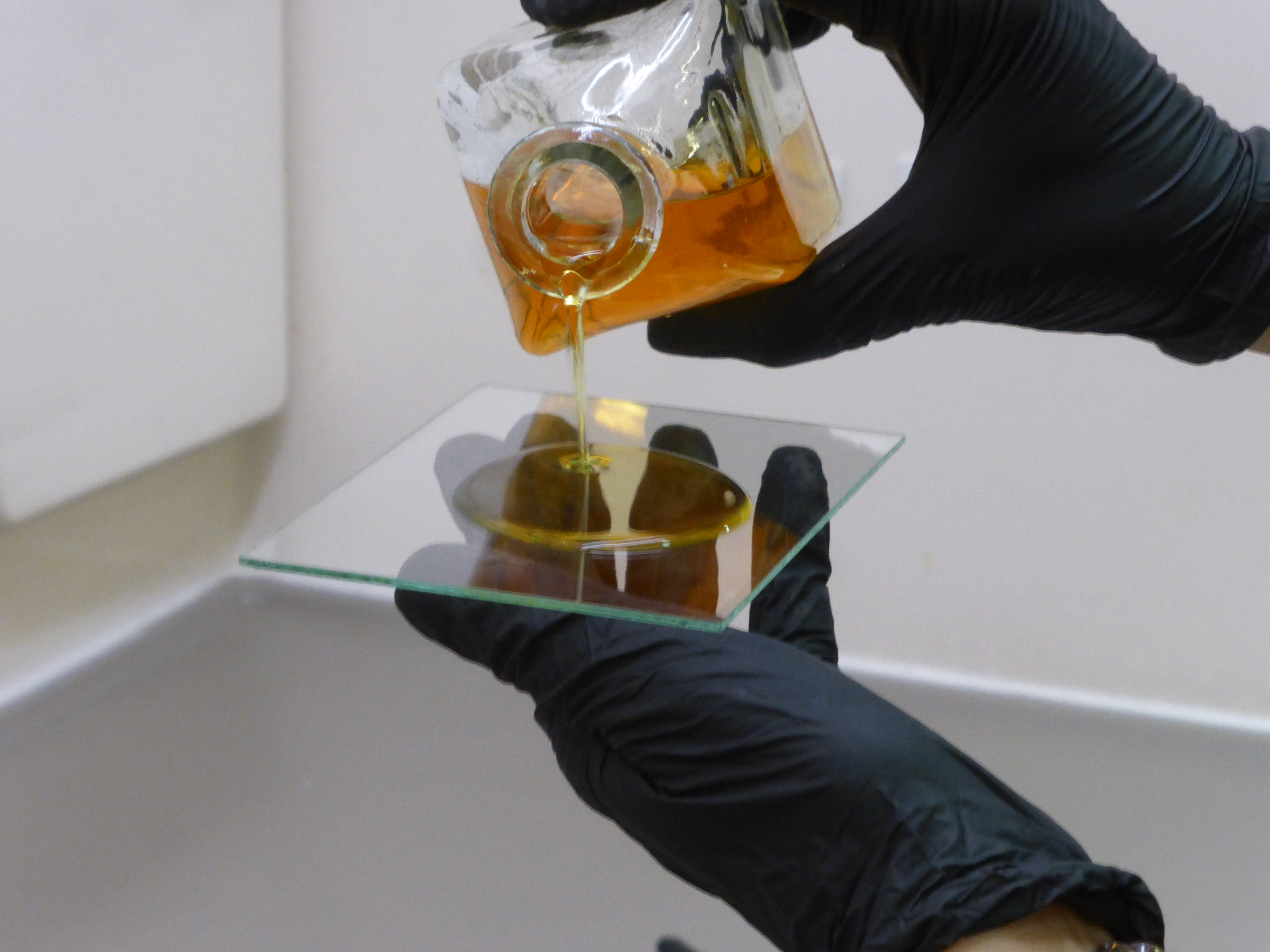
リップマンプレートを作るには、ゼラチンに分散させたハロゲン化銀の感光性エマルジョンをガラス写真乾板(ここに示されているのはコロジオン溶液)にコーティングする。その後、背面を黒く塗装し、反射を制御するためにプリズムを前面に接着する。

リップマンの方法では、ガラス板に超微粒子感光フィルムを塗布し（当初は臭化カリウムを含むアルブミン法、後には主に銀塩ゼラチンを使用）、乾燥させ、銀浴で感光させ、洗浄し、シアニン溶液で洗浄、再度乾燥させる。次に、フィルムの裏側を反射面と光学的に接触させる。これは当初、フィルムの裏側に純水銀を入れた専用ホルダーに板を取り付けることで行われていた。板のガラス側からカメラで露光すると、透明な感光フィルムに当たった光線は反射し、干渉によって定在波が生じる。定在波により、乳剤が回折パターンで露光される。現像され固定された回折パターンは、ブラッグ条件を構成し、拡散した白色光が鏡面状に散乱し、ブラッグの法則に従って建設的干渉を受ける。その結果、白黒写真プロセスを使用した元の画像と非常によく似た色を持つ画像が生まれる。
リップマン式天然色写真は、プレートからの拡散光源の反射でのみ見ることができるため、視野が制限され、従来の技術では簡単に複製できなかった。 この方法は当時の乳剤に非常に鈍感で、一般的に使用されることはなかった。 リップマン式天然色写真が成功しなかったもう1つの理由は、リュミエール兄弟によるオートクロームの発明である。リップマンのテクニックから派生したテクニックは、セキュリティ目的で簡単に見ることができるがコピーできない画像を作成する方法として提案されている。

## ギャラリー

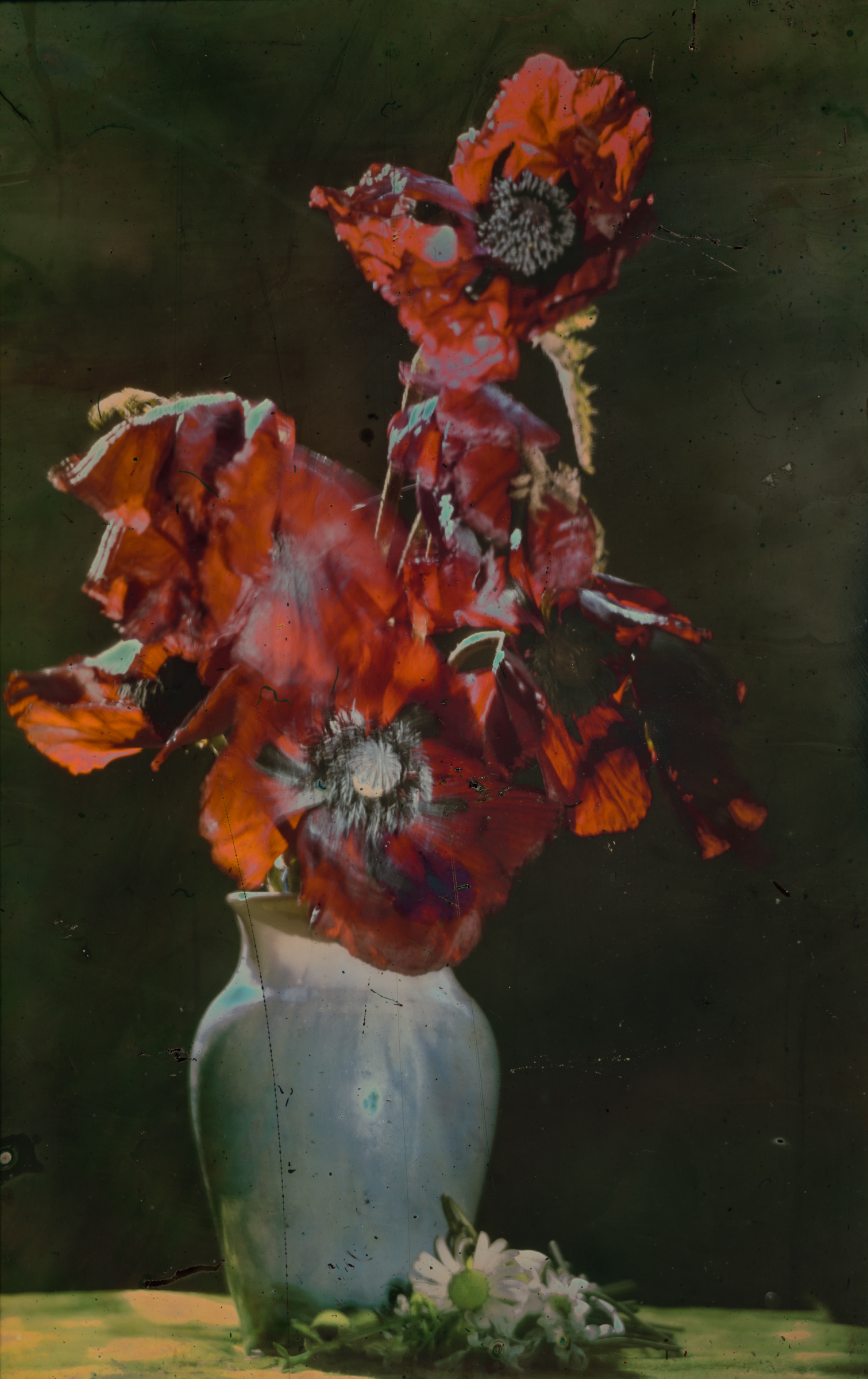
リップマンによる静物写真
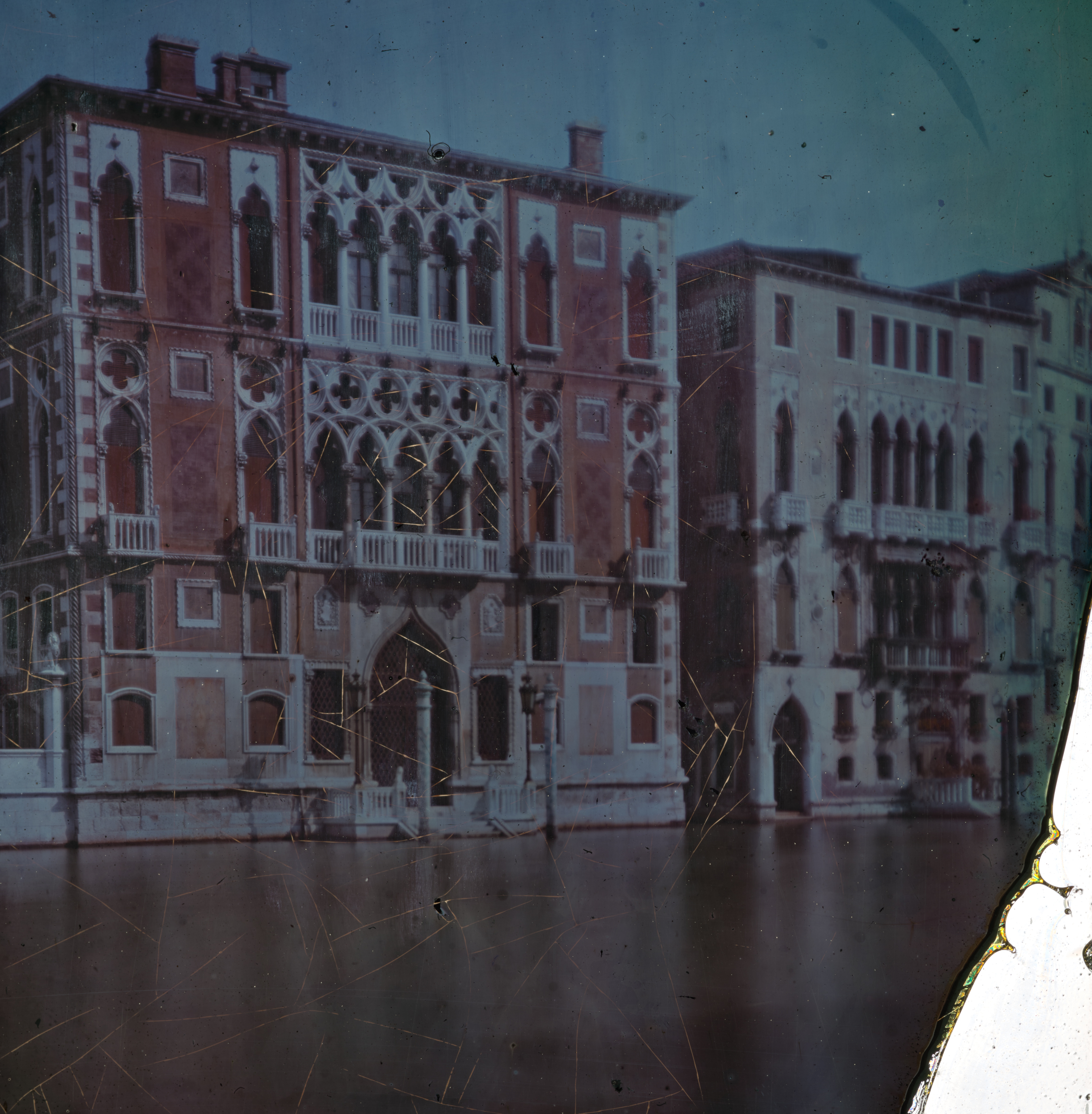
リップマンによるヴェネツィアの写真
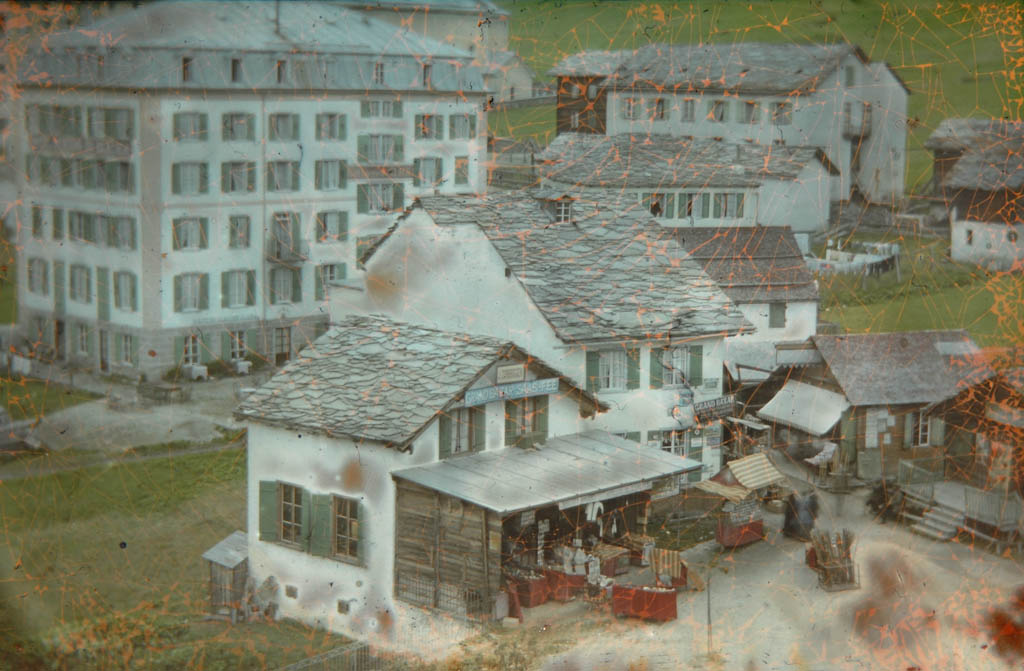
リップマンによるザースフェーの写真
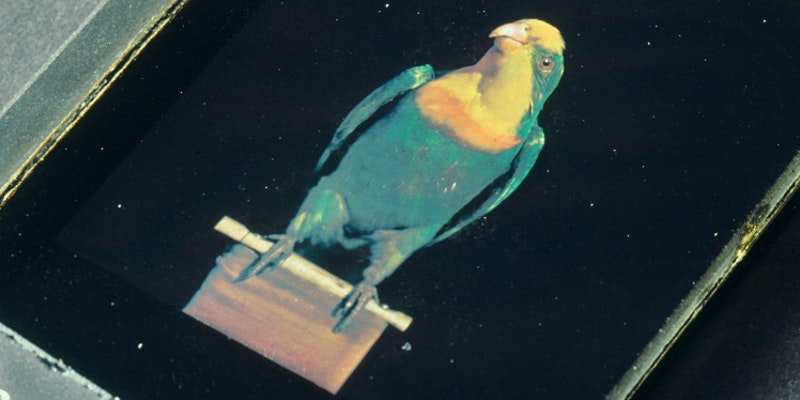
リヒャルト・ノイハウス（ドイツ語版）によるオウムのぬいぐるみの写真（1899年）
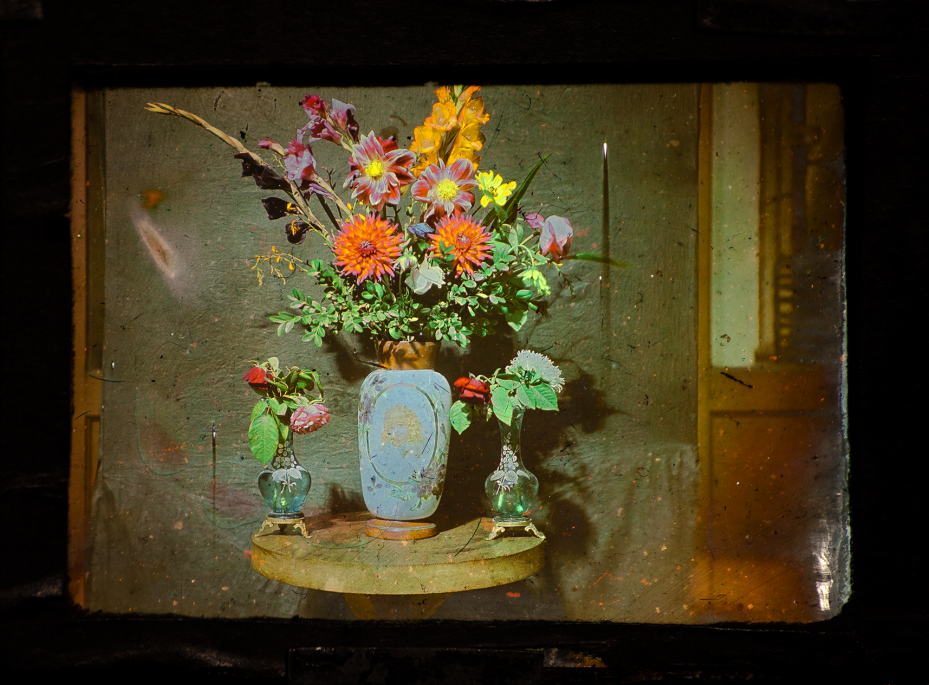
リップマンの教え子で同僚でもあったオーギュスト・ポンソ（フランス語版）による写真